# 202 (tal)
202 är det naturliga talet som följer 201 och som följs av 203.

## Inom vetenskapen
- 202 Chryseïs, en asteroid

## Inom matematiken
- 202 är ett jämnt tal.
- 202 är ett semiprimtal
- 202 är ett palindromtal i det decimala talsystemet.